# CompuServe
CompuServe o CompuServe Information Services (CIS), va ser el primer dels principals proveïdor de serveis en línia als Estats Units, el primer gran comercial als Estats Units, descrit el 1994 com "el més antic dels tres grans serveis d'informació (els altres són Prodigy i America Online)." Va dominar el mercat durant la dècada de 1980 i es va mantenir com un actor important a mitjans de la dècada de 1990, abans de ser deixat de banda pels ISP com AOL que utilitzaven entorns gràfics. Avui l'empresa actua com a ISP, propietat d'AOL.
L'empresa també és coneguda per haver desenvolupat un format d' imatge digital molt utilitzat, GIF, l'any 1987, així com per haver ofert el primer servei d'assistència de correu electrònic i ordinador personal al públic en general l'any 1979.

## Història
CompuServe va ser fundada l'any 1969 a Columbus, Ohio com a Compu-Serv Network, Inc. com a filial de Golden United Life Insurance Company, per dos estudiants de la Universitat d'Arizona, Jeffrey Wilkins i John R. Goltz. El seu enfocament es va centrar en els clients empresarials. El seu objectiu era doble : proporcionar servei postvenda per a la companyia d'assegurances de vida Golden United, i generar ingressos llogant accés a mini-ordinadors (PDP-8, PDP-10, PDP-15, etc.) en temps compartit del sistema
CompuServe es va independitzar el 1975 abans de ser adquirida pel servei de comptabilitat privat H&R Block l'any 1980. El 1979, CompuServe va ser la primera empresa en oferir servei de correu electrònic i suport tècnic en línia. El 1980, va ser el primer a oferir missatgeria instantània sota el nom de CB Simulator.
L'any 1969, la tecnologia d'accés telefònic (connexió telefònica) era relativament senzilla : el número de telèfon local era el d'una simple línia telefònica dedicada i estva connectat a un sistema de temps compartit situat a Columbus. Els mòdems posteriors es connectaven a miniordinadors DEC PDP- 15 que actuaven com a commutadors perquè el número de telèfon no estigués vinculat a una destinació concreta. Finalment, CompuServe va desenvolupar els seus propis paquets de commutació de xarxa, implementats en miniordinadors DEC PDP-11 interconnectats que actuaven com a nodes i que es van instal·lar als Estats Units (i més tard, altres països).
L'any 1982 la xarxa es va fer prou gran de manera que va ser possible formar un " Secció de Serveis de Xarxa per proporcionar capacitat de xarxa d'àrea àmplia als clients. Això va permetre als clients proporcionar accés telefònic a tot el país als seus propis amfitrions, que estan connectats a la xarxa CompuServe mitjançant un enllaç X.25.
Més tard, l'empresa forma aliances amb les xarxes públiques nord-americanes Tymnet i Telenet, entre d'altres, donant a CompuServe una oferta de connexió telefònica més àmplia. Altres xarxes van permetre a CompuServe accedir a encara més regions, incloent les internacionals, normalment amb recàrrecs substancials per temps d'utilització. No era estrany a principis de la dècada de 1980 pagar 30 dòlars per hora per connectar-se a CompuServe, que en aquell moment costava entre 5 i 6 dòlars per hora. Com a resultat, l'empresa va rebre el sobrenom de CompuSpend (Spend significa gastar) o Compu$erve.

## Apogeu
A mitjans de la dècada de 1980, CompuServe era el servei en línia més gran del món, excepte els quatre milions de terminals del Minitel francès. Les subscripcions es poden comprar, a la majoria de botigues d'informàtica dels EUA, un " Caixa » que contenia una guia d'usuari i un compte de prova. El servei va gaudir d'una notorietat excepcional i va continuar millorant les seves interfícies i ofertes comercials. L'any 1989 CompuServe compra i desmantella el seu principal competidor :[The Source (online service) ].
CompuServe va començar a expandir-se fora dels Estats Units, inaugurant-se al Japó el 1986 amb Fujitsu i Nisso Iwai, desenvolupant una versió en japonès de CompuServe anomenada NIFTYSERVE el 1989, amb un món virtual completat amb avatars que representaven els participants. A finals de la dècada de 1980, va ser possible connectar-se a la xarxa de CompuServe mitjançant el protocol de comunicacions de commutació de paquets estandarditzat X.25, però a poc a poc l'empresa va introduir el seu propi accés directe a diversos països, una solució més econòmica. Amb l'expansió de la seva xarxa a nivell internacional, Compuserve va augmentar les seves capacitats comercials obrint sucursals a Múnic i Londres.
El 1989, CompuServe va ser la primera empresa a proporcionar accés (limitat) a Internet connectant el seu sistema de correu electrònic propietari a la World Wide Web (WWW). A principis de la dècada de 1990, els serveis de CompuServe eren molt populars amb centenars de milers d'usuaris d'arreu del món que visitaven els seus milers de fòrums moderats, versions de consumidors dels fòrums usenet que s'utilitzaven principalment per acadèmics i industrials.

## CompuServe a la resta d'Europa
Compuserve va llançar els seus serveis a França el novembre de 1993. Però en aquell moment la connexió requeria una trucada telefònica de pagament a una oficina central, a càrrec de l'usuari i això només existia a les grans ciutats, de vegades a l'estranger. L'Express, i una mica més tard Le Monde, van obrir els seus primers fòrums i el van utilitzar com a mitjà addicional per subministrar el seu correu als lectors, i de vegades va oferir excepcionalment a un autor que publiqués el seu text electrònic a les seves pàgines. Michel Tatu, cap del servei de Le Monde, es va plantejar fins i tot per un moment publicar una selecció dels millors textos en paper o CD-ROM, però la idea no va tenir èxit per la quantitat d'autoritzacions que calia demanar .
L'abril de 1995 Compuserve va llançar el seu servei NetLauncher. Aleshores, l'usuari tenia una adreça de correu electrònic amb protocol SMTP / POP3 i el navegador SPRY Mosaic per explorar la web. el15 décembre 1995 Els serveis de Compuserve estaven connectats a Internet mitjançant la xarxa Transpac, amb una velocitat de 14,4 à 28,8 kbits/s. Un editor HTML en línia també permetia crear pàgines web pròpies en qüestió de minuts (l'adreça era  http://ourworld.compuserve.com/homepages).
L'any 1996, dues fórmules de subscripció : estàndard amb 5 hores gratuïtes a 9,95 $ sense IVA/mes (70 FF incl. IVA), Pla Super Value amb 20 hores gratuïtes a 24,95 $ sense IVA al mes (175 FF incl. IVA) amb, en aquest cas, l'hora addicional a uns 1,95 $ sense impostos (13,5 FF amb impostos inclosos). Només hi havia 15 números d'accés per a tota França i s'havia de pagar el temps de comunicació a part. També hi havia un número nacional de Transpac amb un cost d'un pas cada 2 minuts.
CompuServe va experimentar llavors el seu punt àlgid, però les seves dificultats van començar a manifestar-se. Per exemple, la seva revista bimestral enviada per correu va disminuir el seu nombre de pàgines, després la qualitat del paper i la impressió, per finalment, desaparèixer.
Compuserve va ser adquirida per AOL (America Online), que es va fer càrrec de les seves activitats i de la seva base de clients, però que va aturar els seus serveis a França el novembre de 2007.

## Clausura dels serveis
El juliol de 2007, es va anunciar que CompuServe Pacific deixaria d'operar el 31 d'agost de 2007.
El setembre de 2007, es va anunciar que CompuServe França deixaria d'operar el 30 de novembre de 2007.

## Protocols emprats
Alguns protocols emprats per CIS:
- TCP
- ARPANET
- TCP
- UDP
- TELNET
- FTP
- SMTP